# ساختمان کرایسلر
ساختمان کرایسلر (به انگلیسی: Chrysler Building) نام یکی از بلندترین ساختمان‌های جهان و از نمادهای شهر نیویورک است. این ساختمان ۳۱۹متر ارتفاع دارد و تا پیش از ساخته شدن ساختمان امپایر استیت، بلندترین ساختمان جهان بود.
ساختمان کرایسلر ۷۷ طبقه تجاری دارد و در محله منهتن در شهر نیویورک در ایالات متحده آمریکا قرار دارد. این ساختمان توسط ویلیام ون آلن برای خودروسازی کرایسلر طراحی و در دهه ۱۹۳۰ تکمیل شد.

## نمادی از آمریکا

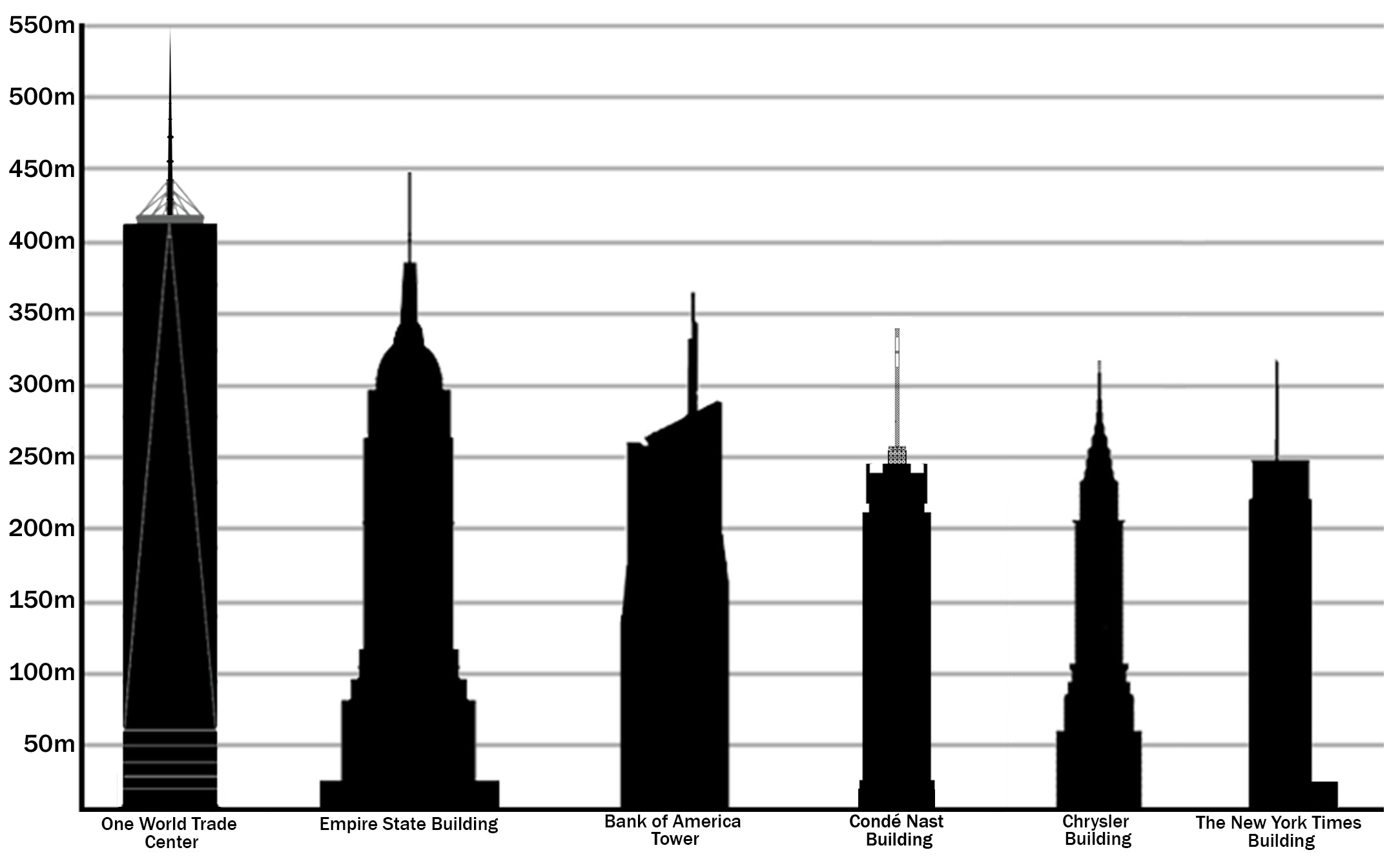
مقایسه ارتفاع بلندترین برج‌های نیویورک

مقایسه ارتفاع بلندترین برج‌های آمریکا

ساختمان کرایسلر که به سبک معماری آرت دکو ساخته شده، در طول سال‌ها به یکی از «نمادهای کلان‌شهر نیویورک» تبدیل شده‌است. از این ساختمان به عنوان نمادی از میراث گذشته آمریکا در فیلم .A.I نیز استفاده گردید.

## مالکیت

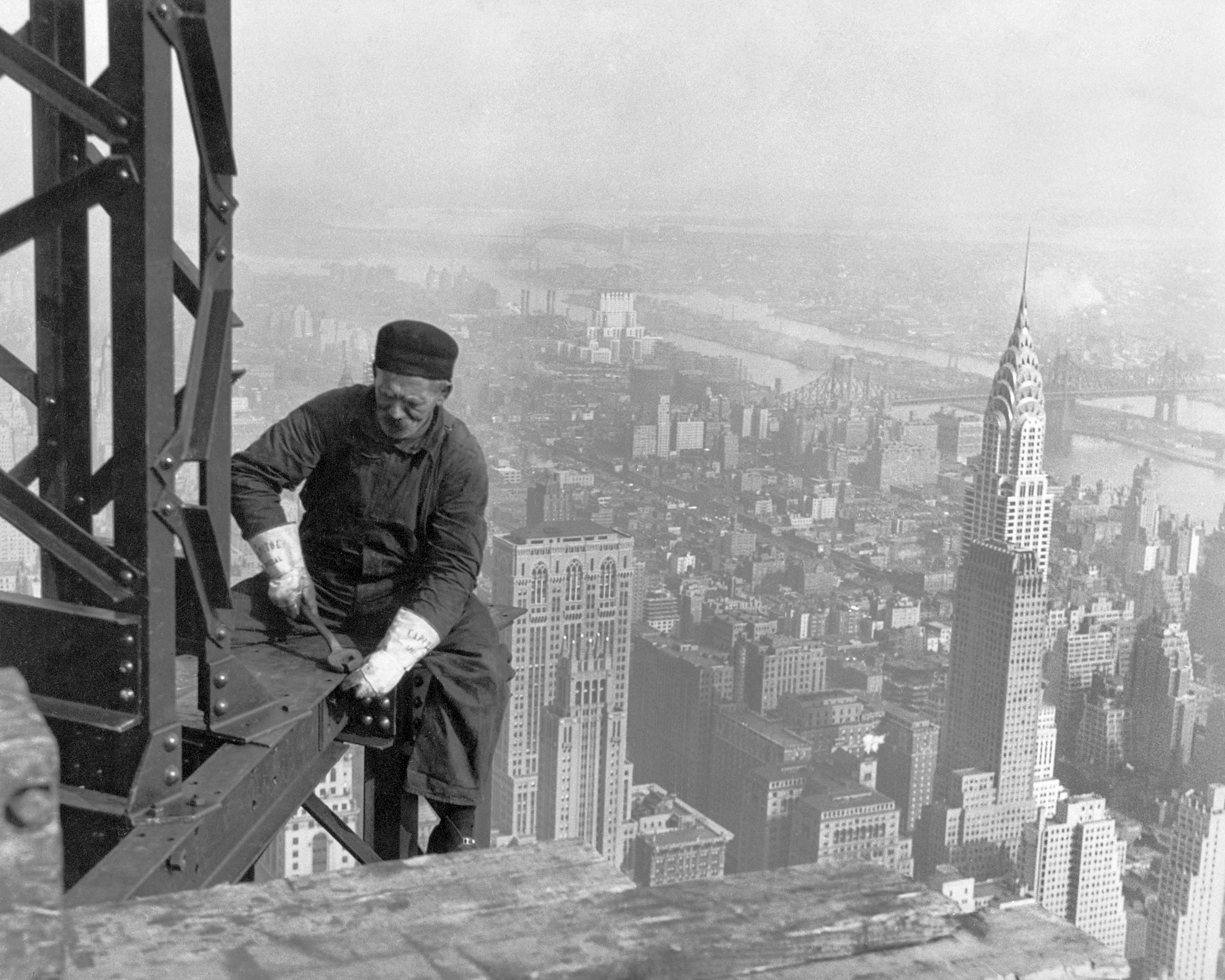
نمایی از ساختمان کرایسلر (زمینه تصویر سمت راست).

در تاریخ ۹ ژوئیه ۲۰۰۸ میلادی، شورای سرمایه‌گذاری ابوظبی که یکی از بازوهای تجاری دولت امارات متحده عربی است، اقدام به خرید بیش از ۷۵ درصد سهام ساختمان کرایسلر را از شرکت پرودنشال فایننشیال به مبلغی بالغ بر ۸۰۰ میلیون دلار کرد. ۲۵ درصد باقی‌مانده این ساختمان در مالکیت شرکت تیشمن اسپیر است. این شرکت مسئولیت اداره ساختمان را همچنان بر عهده خواهد داشت.

## نگارخانه

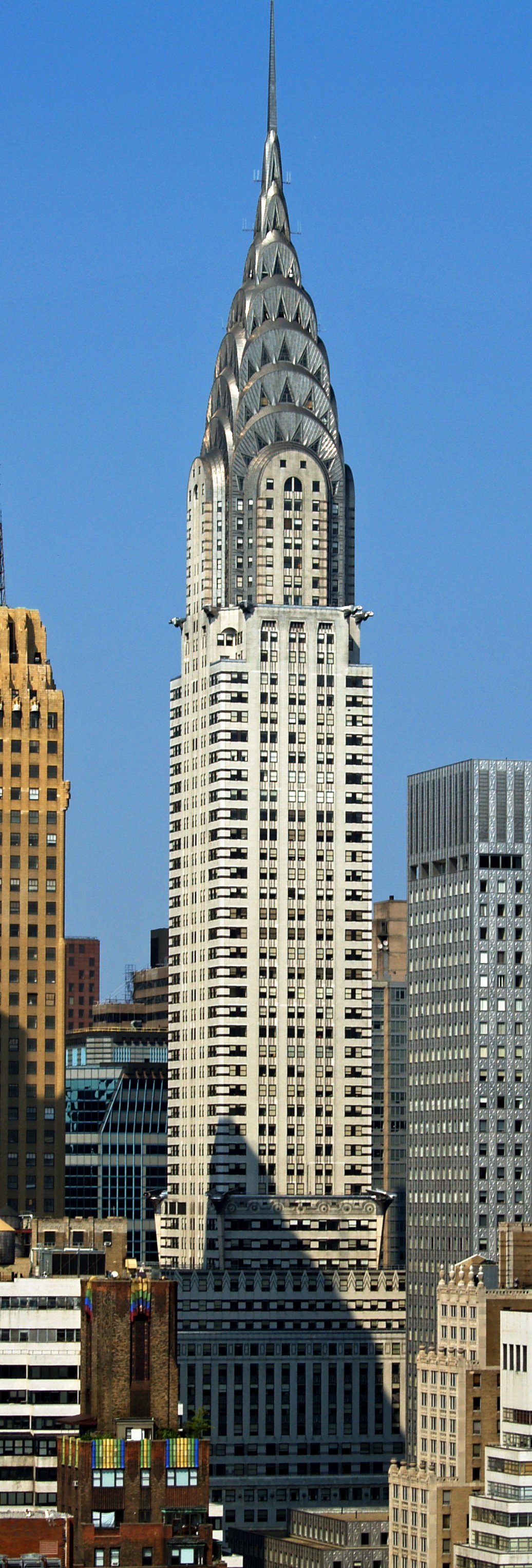
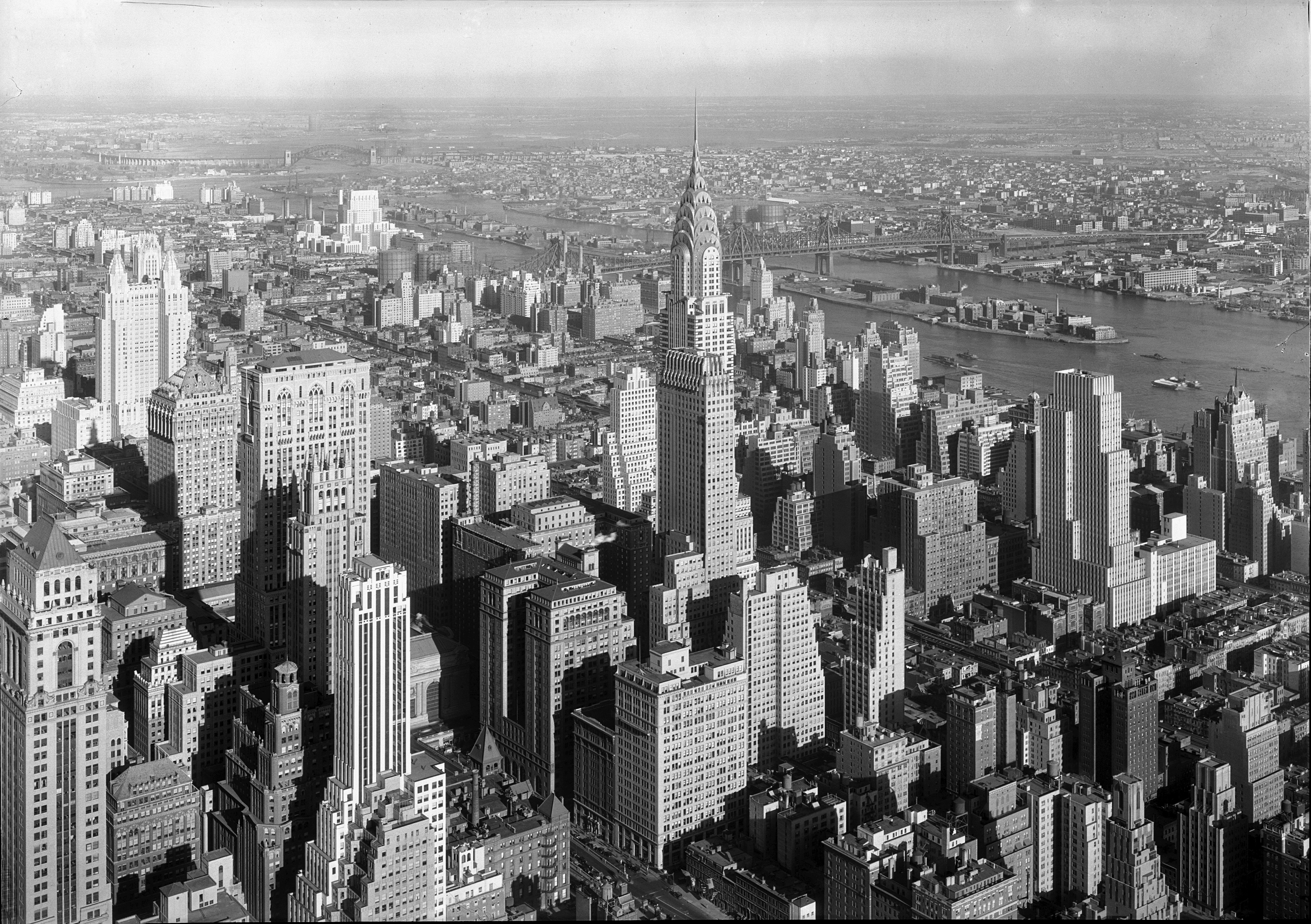
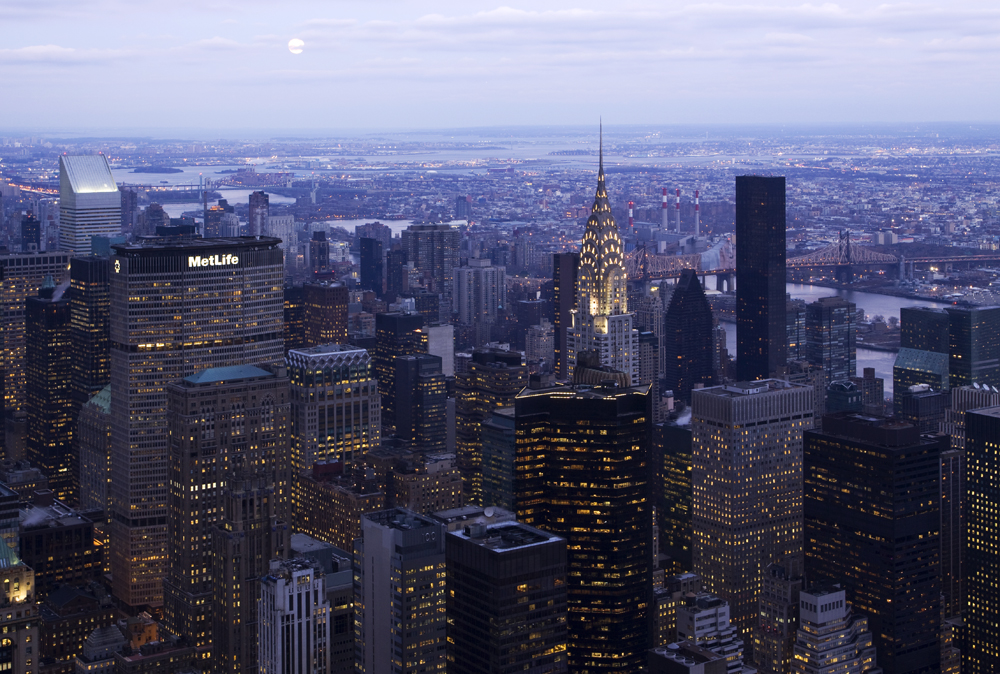
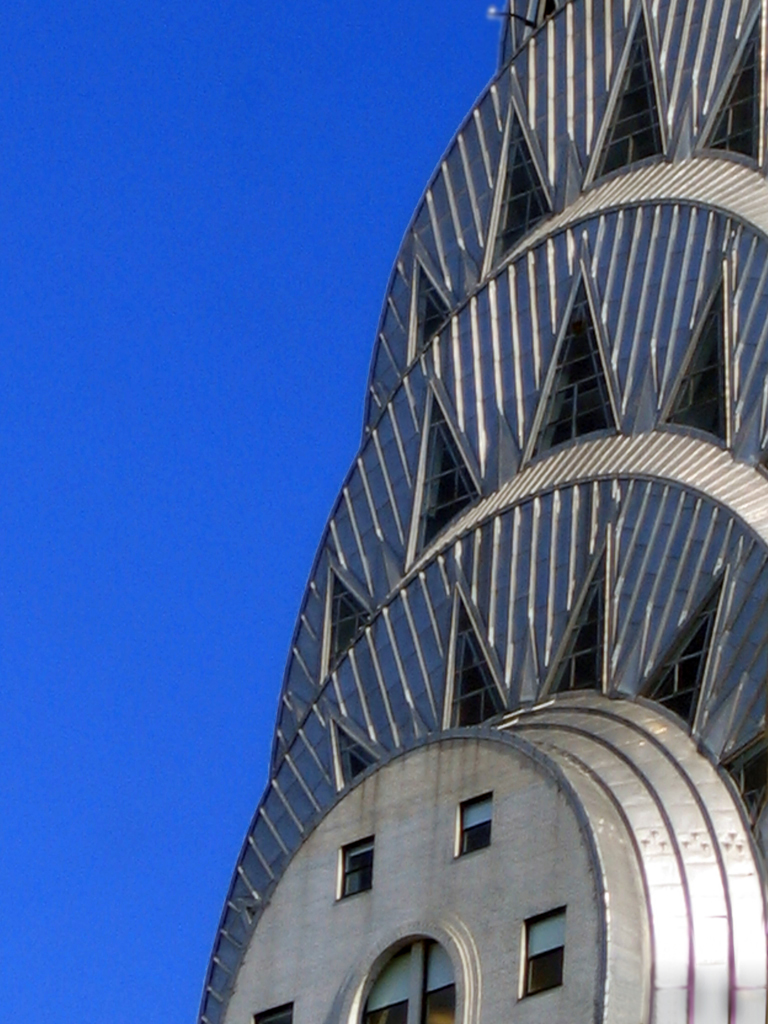
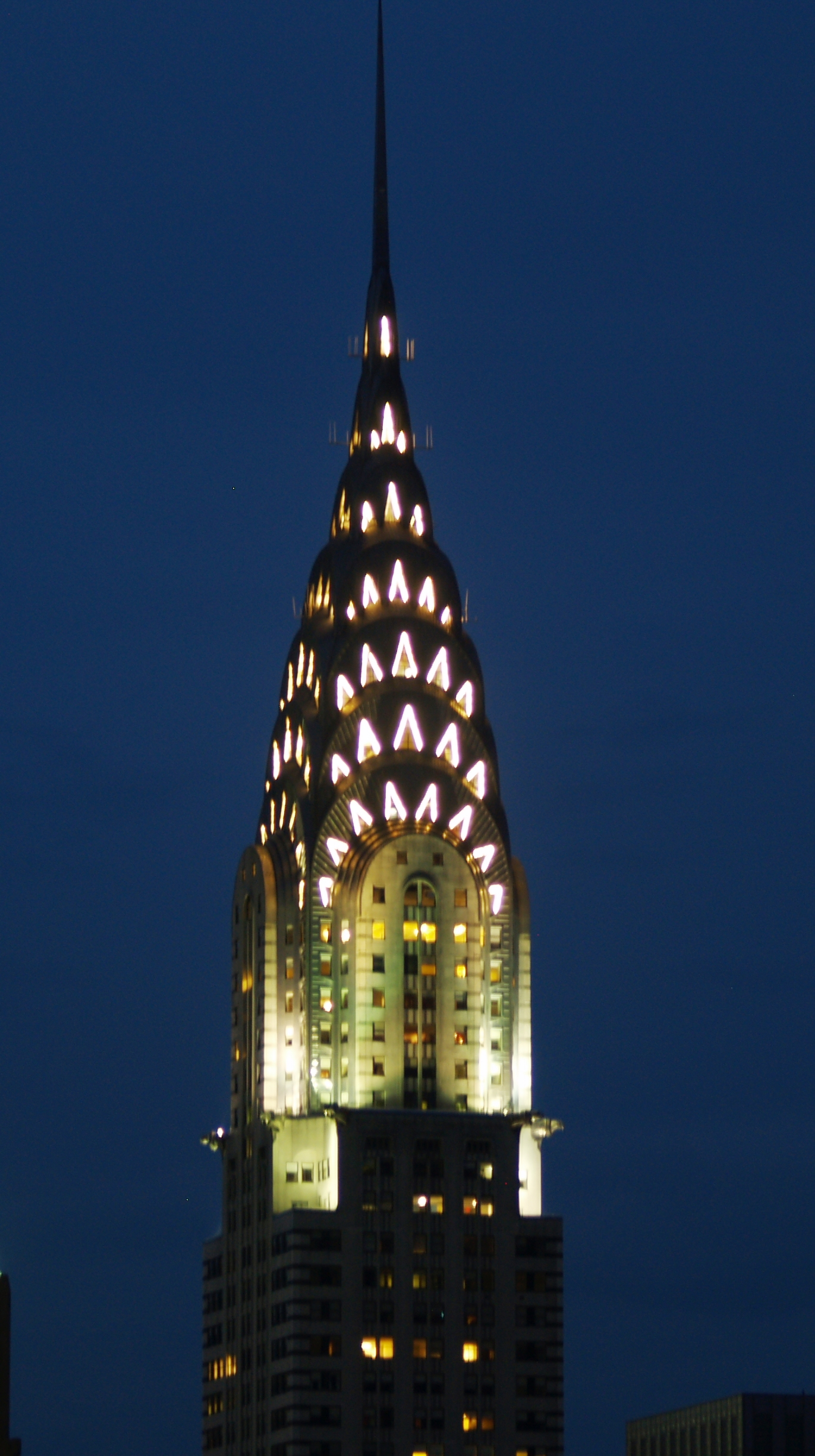
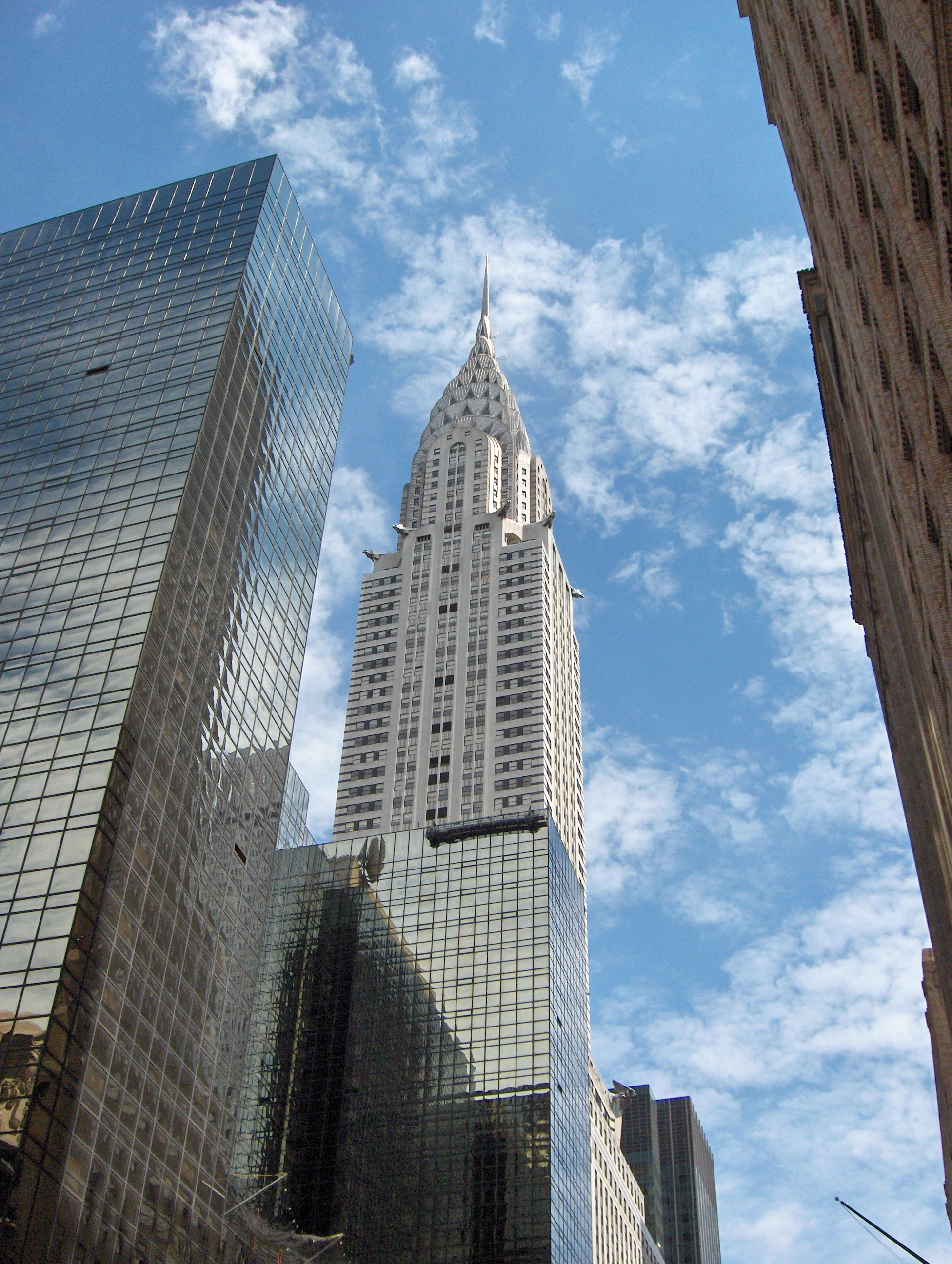